# Séllyei István (birkózó)
Séllyei István (Eger, 1950. június 8. – 2020. július 19.) magyar kötöttfogású birkózó, olimpikon.
1963-ban kezdett sportolni a Hajdúszoboszlói SE-ben, majd 1967-től a Debreceni VSC versenyzője lett. 1969-ben a Budapesti Honvédhoz igazolt egy évre, ezután a Vasas SC sportolója lett. 1975-ben magyar bajnok volt. Ebben az évben világbajnoki hatodik helyezést ért el. 1976-ban hatodik volt az olimpián. Az Európa-bajnokságon tizedikként végzett. 1976-ban és 1977-ben ismét magyar bajnok volt.
1975-től 1977-ig volt a válogatott keret tagja. 1979-ben visszavonult.

## Díjai, elismerései
- A Vasas SC örökös bajnoka (1986)
- Magyar bajnokság – kötöttfogás (90 kg)
  - bajnok (3): 1975, 1976, 1977
  - 2.: 1972
  - 3. (2): 1973, 1978
- Magyar bajnokság – csapat
  - bajnok (6): 1971, 1972, 1974, 1975, 1976, 1977